# Tony Williams
 (août 2019).
Si vous disposez d'ouvrages ou d'articles de référence ou si vous connaissez des sites web de qualité traitant du thème abordé ici, merci de compléter l'article en donnant les références utiles à sa vérifiabilité et en les liant à la section « Notes et références ».
Pour les articles homonymes, voir Williams et Tony Williams (homonymie).
Anthony Tillmon Williams, dit Tony Williams, est un batteur et compositeur de jazz et de jazz fusion américain, né à Chicago, dans l'Illinois, le 12 décembre 1945 et mort le 23 février 1997 à San Francisco, en Californie.
Remarqué très jeune par Miles Davis, il fait partie dès 17 ans de son « second grand quintet » (1965-1968) ; quintet reformé en 1976 par Herbie Hancock sous le nom de V.S.O.P., avec Freddie Hubbard en remplacement de Miles Davis.

## Biographie
(17 janvier 2017).
- Si vous ne connaissez pas le sujet, laissez ce bandeau (vous pouvez alors contacter les auteurs).
- Si vous supprimez le contenu mis en cause (vous pouvez préalablement contacter les auteurs),

argumentez précisément cette suppression dans la page de discussion
(un manque de référence n'est pas un argument ; une recherche réelle de référence doit avoir été effectuée, être formellement documentée).

### De Boston au Miles Davis Quintet dessixties
Né à Chicago, c'est à Boston que grandit Tony Williams. Il accompagne son père, saxophoniste, dès l'âge de huit ans. Dans cette même ville, il suit les cours du batteur Alan Dawson à la Berklee College of Music. Il « jamme » déjà avec les Jazz Messengers d'Art Blakey ou les musiciens de Max Roach, aussi bien qu'avec The Toshiko–Mariano Quartet (en), Sam Rivers ou des trios d'organistes comme celui de Johnny « Hammond » Smith au club Big M.
En décembre 1962, à tout juste 17 ans, il part pour New York à l'invitation du saxophoniste Jackie McLean, qui l'engage aux côtés de Bobby Hutcherson, Grachan Moncur III et Eddie Khan (en) pour jouer dans le film Connection.
Quelques mois plus tard, le trompettiste Miles Davis le recrute aux côtés du pianiste Herbie Hancock et du contrebassiste Ron Carter. Quand l'année suivante, Wayne Shorter (des Jazz Messengers) remplace George Coleman au saxophone ténor, ce « second grand quintet » va stabiliser sa composition jusqu'en 1969. Dans cette compagnie si relevée, Tony Williams impose rapidement ses exceptionnelles qualités de rythmicien. Le succès du groupe, tant sur disques (édités au label CBS) qu'en concert, assure aux jeunes sidemen du trompettiste, qui leur laisse d'ailleurs une grande autonomie pour composer et interpréter les morceaux, une notoriété méritée. Le public français découvre ainsi Tony Williams en juillet 1963, au festival d'Antibes-Juan les Pins.
Williams en profite pour enregistrer un premier disque en leader sur le label Blue Note : c'est  Life Time (en)  (1964) qui présente Sam Rivers, Bobby Hutcherson et Herbie Hancock, ainsi que les bassistes Richard Davis ou Gary Peacock, aux côtés du jeune batteur.
L'année suivante, pour  Spring (en) , Williams s'entoure de Wayne Shorter, Sam Rivers, Herbie Hancock et Gary Peacock. Si le caractère assez avant-gardiste de ces disques contribue à rajeunir l'image du label qui les produit, leur audience reste limitée à un public attiré par les foisonnantes expériences de ce début des années 1960 qui voit émerger le free jazz. Ces remarques s'appliquent aussi à ses participations aux enregistrements avec Eric Dolphy (Out to lunch, 1964) ou Andrew Hill (Point of departure). Williams touche un public beaucoup plus large en participant aux disques enregistrés par Herbie Hancock, toujours chez Blue Note, qui connaissent un grand succès : My Point of View (1963), Empyrean Isles (1964) et surtout Maiden Voyage (1965).

### Le Tony Williams Lifetime
En 1969, Tony Williams quitte Miles Davis, juste après le fameux In a Silent Way, album fondateur du jazz fusion. Désirant voler de ses propres ailes, il forme son groupe auquel il va donner le nom de son premier enregistrement : Life Time. Comme le trompettiste, il est impressionné par l'émergence de la musique pop et la puissance qui se dégage de groupes comme Cream ou The Jimi Hendrix Experience. Aussi recrute-il le guitariste John McLaughlin (avec lequel il vient de jouer avec Davis) et un jeune organiste soucieux de se dégager définitivement de l'influence de Jimmy Smith : Larry Young. Ensemble, ils enregistrent  Emergency! (en)  (1969) puis, rejoints par Jack Bruce, l'ancien bassiste du groupe Cream, Turn it Over (1970). Leur musique, qui alterne déchaînement d'énergie et moments plus apaisés, sans doute trop originale, ne leur apporte pas le succès. Le remplacement de McLaughlin (parti fonder le bientôt célèbre Mahavishnu Orchestra) par Ted Dunbar (en) et celui de Bruce par Ron Carter ne change guère la donne (Ego, 1971). Au cours des années 1970, la composition du Lifetime évolue, sans que le groupe ne parvienne à s'imposer vraiment : Dave Hurwitz, Webster Lewis (en), Alan Pasqua (en), Allan Holdsworth, Tony Nelson, Herb Bushler.

### Entre jazz fusion etbe boprevival
En revanche, Tony Williams reste un sideman très sollicité, à l'aise dans les contextes les plus divers : dans l'esprit du Lifetime, il participe à de nombreuses expériences du jazz fusion (ou jazz rock), alors très en vogue. Il joue aux côtés de John McLaughlin et Jaco Pastorius au festival de La Havane en 1979, concert dont est tiré l'album Trio of Doom. Il enregistre avec Ray Manzarek, Carlos Santana et dans l'album Mr. Gone (1978) du groupe Weather Report.
Sous son nom, il réunit les claviéristes Jan Hammer, Brian Auger, Herbie Hancock et Cecil Taylor, le bassiste Stanley Clarke, le guitariste George Benson et le saxophoniste Michael Brecker, sur l'album  The Joy of Flying (en)  (1979).
Il participe au groupe  Fuse One (en) , qui se réunit uniquement en studio et compte Joe Farrell et Stanley Turrentine aux saxophones, Wynton Marsalis à la trompette, McLaughlin, Benson et Larry Coryell aux guitares, Stanley Clarke à la basse, entre autres participants. Le disque Fuse one (1980) est arrangé par Jeremy Wall (en), le pianiste du groupe jazz-rock Spyro Gyra, et le disque Silk par Leon "Ndugu" Chancler, le percussionniste de Weather Report. En 1986, il participe à un enregistrement du groupe Public Image Limited de l'ex-Sex Pistols John Lydon, où apparaît également l'ancien batteur de Cream Ginger Baker.
En 1996, il forme Arcana (en), un nouveau groupe avec le guitariste Derek Bailey et le bassiste Bill Laswell, qui enregistre deux disques :  The Last Wave (en)  (1996) et  Arc of the Testimony (en)  (sorti après la mort du batteur, en 1997). Derek Bailey, qui a quitté le groupe, est remplacé par le mystérieux Buckethead. Byard Lancaster (en), Pharoah Sanders et Graham Haynes sont invités à jouer.
Mais Tony Williams s'est aussi produit dans des contextes acoustiques. En 1974, aux côtés de Stanley Clarke et Chick Corea, il accompagne un Stan Getz soucieux de renouveler son inspiration en s'entourant de jeunes partenaires. Puis il retrouve ses compagnons du « second grand quintet » qui, s'adjoignant Freddie Hubbard à la trompette à la place de Davis, forment le groupe V.S.O.P. qui connaît un grand succès. Il enregistre encore avec George Russell, Gil Evans, Sonny Rollins, McCoy Tyner (Supertrios (en), 1977), et en 1979 avec Ron Carter, il joue dans le Great Jazz Trio du vétéran du be bop Hank Jones, de vingt-sept ans son aîné. Après un autre éphémère trio avec Tom Grant (en) et John O'Hearne, il rejoint à nouveau Ron Carter et Herbie Hancock, au sein du quartet de ce dernier qui va assurer la célébrité d'un tout jeune trompettiste : Wynton Marsalis.
En 1986, il fait une apparition au cinéma dans Autour de minuit de Bertrand Tavernier. À ce moment, il redevient leader d'un quintet d'esprit « néo bop » avec le pianiste Mulgrew Miller, le trompettiste Wallace Roney, les saxophonistes Gary Thomas (en) puis Bill Pierce (en), les bassistes Charnett Moffett, Ira Coleman ou Bob Hurst (en), tout en continuant à enregistrer avec Herbie Hancock, Michel Petrucciani, Wynton et Branford Marsalis. Toujours aux côtés de Ron Carter, il accompagne la pianiste Geri Allen dans le très beau Twenty One (1994).
Fixé à Fairfax, au nord de l'agglomération de San Francisco, Tony Williams meurt le 23 février 1997 alors qu'il subit en urgence une opération à la vésicule biliaire.

## L'instrumentiste
Williams est considéré comme l'un des grands virtuoses de la batterie, aux côtés de ses aînés Max Roach, Elvin Jones, Louie Bellson, Buddy Rich, etc. Parlant de lui dans son autobiographie, Miles Davis le décrit comme le centre autour duquel gravite le son de son quintet. Herbie Hancock lui dédia une chanson posthume dans son album Future 2 Future en utilisant une ancienne piste enregistrée.

« Symbole de la batterie moderne, Tony Williams incarne la maîtrise parfaite de la polyrythmie dans la confrontation binaire-ternaire. »

Génie précoce de son instrument, il se caractérise par l'indépendance complète de ses quatre membres, découpant des figures rythmiques très variées et complexes sur la cymbale ride, ponctuées et enrichies sur la caisse claire et les toms sur lesquels il dégage une sonorité très personnelle, sans jamais perdre de vue la pulsion de base. Il relance ainsi sans cesse l'inspiration du soliste avec lequel il dialogue plus qu'il ne l'accompagne.
La vogue du jazz rock, qui met en vedette les batteurs «  binaires » surpuissants (Billy Cobham, Alphonse Mouzon, Lenny White), le conduit à durcir son jeu qui, par l'utilisation plus fréquente de la charleston mais surtout de la grosse caisse, devient plus violent et intense sans renoncer à sa complexité quand il s'exprime dans ce contexte. Grand soliste, il déploie toutes les ressources de son instrument faisant varier toutes les combinaisons possibles entre les éléments qui le composent, mettant ainsi en évidence une grande virtuosité, sans pourtant sacrifier au spectaculaire ou à l'étalage purement technicien au détriment de la créativité et de l'inspiration.

## Discographie

### Solo
- 1964 : Life Time (Blue Note)
- 1965 : Spring (Blue Note)
- 1977 : Third Plane (Carrere) - avec Ron Carter et Herbie Hancock
- 1978 : Joy of Flying (Columbia)
- 1985 : Foreign Intrigue (Blue Note)
- 1986 : Civilization (Blue Note)
- 1988 : Angel Street (Blue Note)
- 1989 : Native Heart (Blue Note)
- 1991 : The Story of Neptune (Blue Note)
- 1992 : Tokyo Live (Blue Note)
- 1993 : Unmasked (Atlantic)
- 1996 : Wilderness (Ark 21)
- 1998 : Young at Heart (Columbia)

### Avec Tony Williams Lifetime
- 1969 : Emergency
- 1970 : Turn It Over
- 1971 : Ego
- 1972 : The Old Bum's Rush
- 1975 : Believe It
- 1976 : Million Dollar Legs

### Participations
- Andrew Hill
  - Point of Departure
- Arcana
  - The Last Wave (1996)
  - Arc of the Testimony (1997)
- Branford Marsalis
  - Renaissance
- Carlos Santana
  - Blues for Salvador (un seul titre : Trane) (1987)
  - The Swing of Delight (1980)
- Eric Dolphy
  - Out To Lunch! (1964 Blue Note)
- Grachan Moncur III
  - Evolution
  - Some Other Stuff
- Geri Allen
  - Twenty One (1994 Blue note)
- Hal Galper
  - Now Hear This (1977)
- Herbie Hancock
  - My Point of View (1963)
  - Empyrean Isles (1964)
  - Maiden Voyage (1965)
  - Town Hall Concert
  - V.S.O.P. (en) (1976)
  - VSOP: The Quintet (1977)
  - VSOP: Tempest in the Colosseum (1978)
  - VSOP: Live Under the Sky (1979)
  - Mr. Hands (1980)
  - Quartet (1981)
  - Herbie Hancock Trio (en) (1982)
  - A Tribute to Miles (1994)
  - Future 2 Future (posthume)
- Jackie McLean
  - One Step Beyond
  - Vertigo
  - New Wine In Old Bottles
- Kenny Dorham
  - Una Mas (1963)
- McCoy Tyner
  - Supertrios
- Michel Petrucciani
  - Marvellous (1994)
- Miles Davis
  - Seven Steps to Heaven (1963)
  - Miles Davis In Europe (1963)
  - Four and More (1964)
  - Miles Davis in Concert, My Funny Valentine (1964)
  - Miles In Tokyo (1964)
  - Miles In Berlin (1964)
  - ESP (1965)
  - The Complete Live at the Plugged Nickel 1965 (1965)
  - Miles Smiles (1966)
  - Sorcerer (1966)
  - Nefertiti (1967)
  - Miles in the Sky (1968)
  - Filles de Kilimanjaro (1968)
  - Water Babies (1976)
  - In a Silent Way (1969)
- Public Image Limited
  - Album, sur (1, 2, 6)
- Ray Manzarek, Larry Carlton, Jerry Scheff
  - The Golden Scarab
- Ron Carter
  - Third Plane
  - Etudes
- Sam Rivers
  - Fuchsia Swing Song
- Stan Getz
  - Captain Marvel
- Stanley Clarke
  - Stanley Clarke
- Travis Shook
  - Travis Shook
- Trio of Doom (Tony Williams, Jaco Pastorius et John McLaughlin)
  - Trio of Doom
- Wallace Roney
  - Verses (1987)
- Wayne Shorter
  - The Soothsayer
- Weather Report
  - Mr. Gone
- Wynton Marsalis
  - Wynton Marsalis